# Kopja
A kopja lándzsaszerű szúrófegyver, amelyet a 17. századig használt a magyarság. A fegyver átlag hosszúsága 2,5 méter, de több változatban is megtalálható volt. A lovassági kopja nyele a 12. században egy erős, masszív fanyél volt, míg a gyalogosoké egy karcsúbb és rövidebb volt. A kopjanyelek a késő középkorban vastagodtak meg. Magyarországon széles körben használtak univerzális kopjatípusokat. Hosszuk valamivel magasabb volt egy átlagos ember magasságánál.

## Kopjacsúcsok
A legátlagosabban használt kopjacsúcsok közé tartozik a lapos vagy enyhén megvastagodó lapforma, mely jól elkülönült a köpűtől. A középkorban igen elterjedt volt a háromszög alakú kopjacsúcs. A 13-14. században ezek karcsúbbá váltak.
| Vastag, lándzsaszerű szúrófegyver; lovagi viadalon "öklelésre" szolgált, vele igyekeztek egymást a küzdők a nyeregből kivetni. A székelyeknél vagy más, elsősorban reformátusok lakta vidékeken kopjának vagy kopjafának nevezik a sajátos faragással díszített, oszlopszerű temetői fejfát. |

## A kopja és a kopjafa

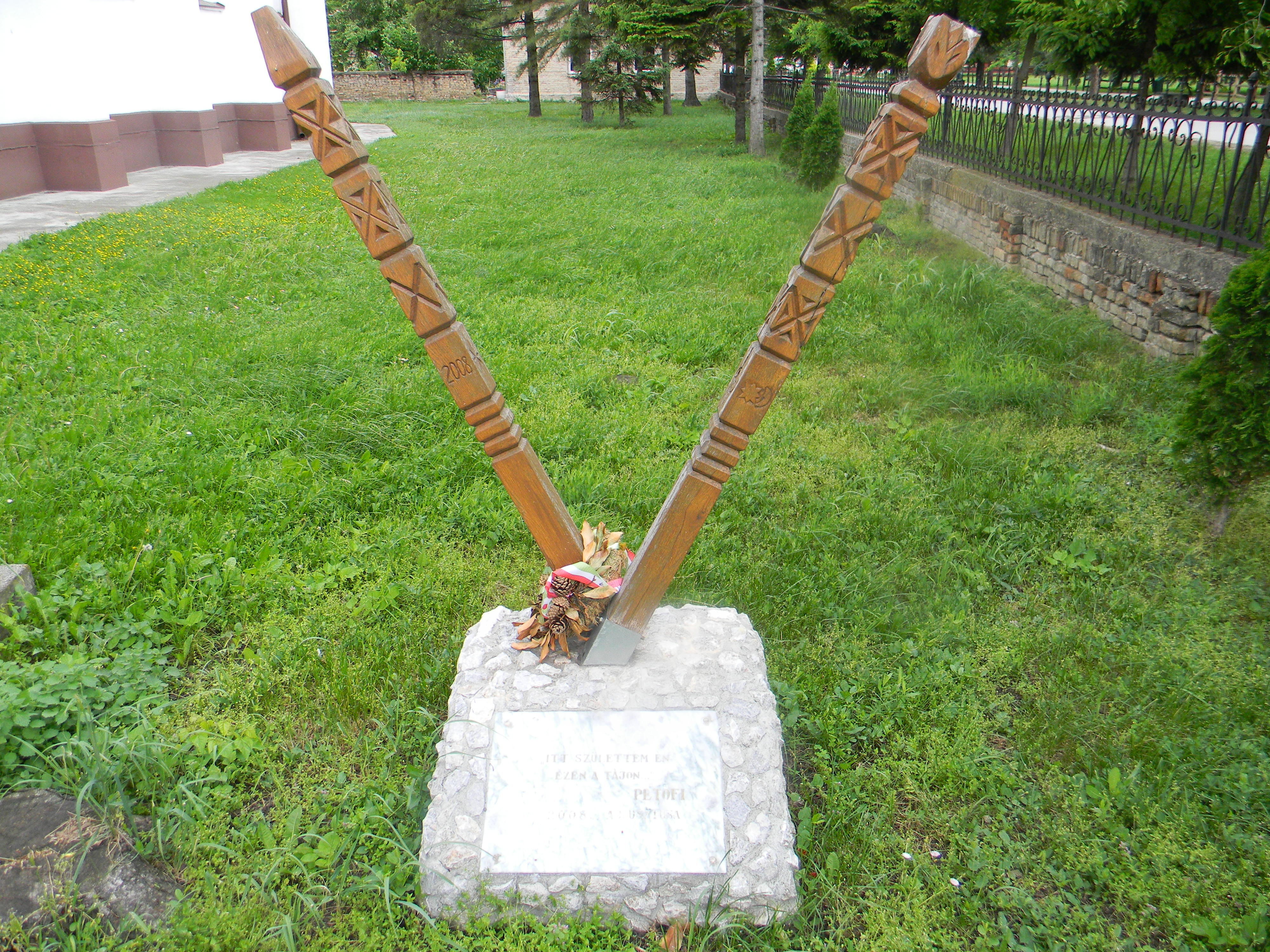
A kopjafa egyik formája

Székelyföldön, Kalotaszegen, de az Alföld több helyén is (pl. Fülöpszállás, Albertirsa, Monor stb.) elterjedt, amely egyes vélemények szerint – legalábbis Székelyföldön – a kopjás temetés emlékét őrzi. (A hódoltság kori törők temetők elterjedt sírjele volt a halott mellé szúrt dzsida.) Meglétére már hódoltság kori források is utalnak. Faragása és díszítésmódja a guzsalyéhoz hasonló: karcsú testét mind a négy oldalán egyformán vésett mértanias elemek díszítik. Gyakran festették is. Általában nincs „homloka”, így felirata sem; többnyire csak a halál évét vésték rá. Csúcsa általában virág, gömb, buzogány, láng, szív stb. díszekben végződik, amely néhol a halott nemének megkülönböztetésére is szolgált. Erdély sok helyén – pl. Háromszékben – gombfának nevezik, ugyanitt a lábfát nevezték kopjafának is, így a kopjafa már nemcsak ehhez az altípushoz kapcsolódik.